# Ben Abbey
Benjamin Charles Abbey (sinh 13 tháng 5 năm 1978) là một cựu cầu thủ bóng đá người Anh. Ông từng thi đấu ở Football League với Oxford United, Southend United và Macclesfield Town.
Abbey gia nhập câu lạc bộ Division Two Oxford United từ Crawley Town vào tháng 9 năm 1999 với trị giá £30.000.